# Mirisna čehulja
Mirisna čehulja (čehulja, mirišljava čehulja lat. Myrrhis odorata) je biljka iz porodice Umbelliferae, jedina u rodu čehulja (Myrrhis), udomaćena u srednjoj Europi. 

## Opis
Naraste do 200 cm visine. U Hrvatskoj je česta u Gorskom kotaru te na Velebitu. Cvjetovi su bijeli, promjera 2-4 mm, smješteni u velikim štiticima. Sjeme je tamno smeđe, dužine do 25 mm.

## Sastav
Biljka sadrži eterična ulja, uglavnom trans- anetol, germakren, kariofilen, limonen, mircen, estragole i flavonoide .

## Uporaba
Mlada se biljka može koristiti kao začin, a jestiv je i korijen te zeleni plodovi. Podanak se kuha kao povrće. Koristi se i u narodnoj medicini za liječenje: astme, gihta, boginja, bolesti želuca, infekcija bakterijama, oteklina, vodene bolesti, kozica, katara, napuhnutosti, ospica, za otapanje kamenaca i sekreta, posljedica ugriza psa, a pomaže i pri teškoćama s menstrualnim ciklusom. Izrazito je aromatična, a u većim količinama može izazvati tromost tijela i halucinacije.

## Vanjske poveznice
- PFAF database - Myrrhis odorata